# Ленинский Лесхоз
Ле́нинский Лесхо́з — посёлок Азовского района Ростовской области.
Входит в состав Александровского сельского поселения.

## География
Посёлок находится на берегу реки Мокрая Чубурка, на расстоянии 60 км (по дорогам) к юго-западу от города Азов, административного центра района.

## Население
| 1989 | 2002 | 2010 |
| ---- | ---- | ---- |
| 132  | ↗160 | ↘147 |

## Улицы
| - пл. Домашевского, - кв. Кордон, | - ул. Заречная, - ул. Лесная. |